# Młyn zbożowy

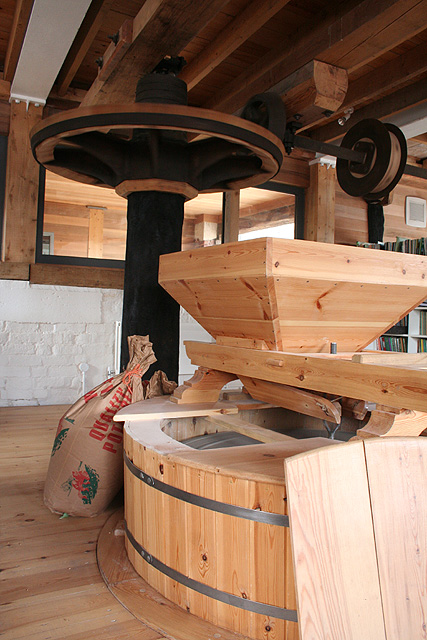
Wnętrze młyna

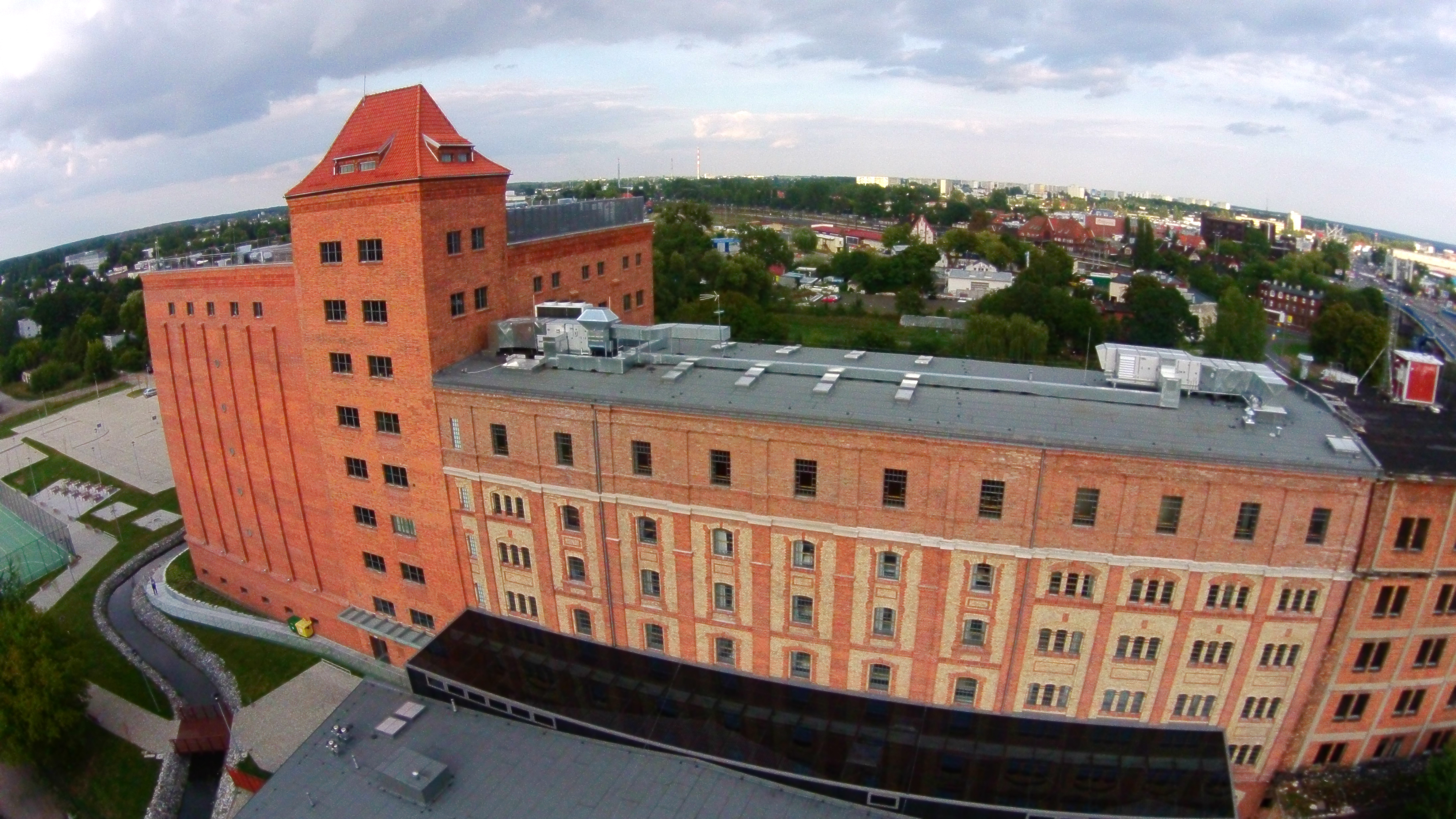
Młyny Richtera w Toruniu, obecnie m.in. Centrum Nowoczesności Młyn Wiedzy

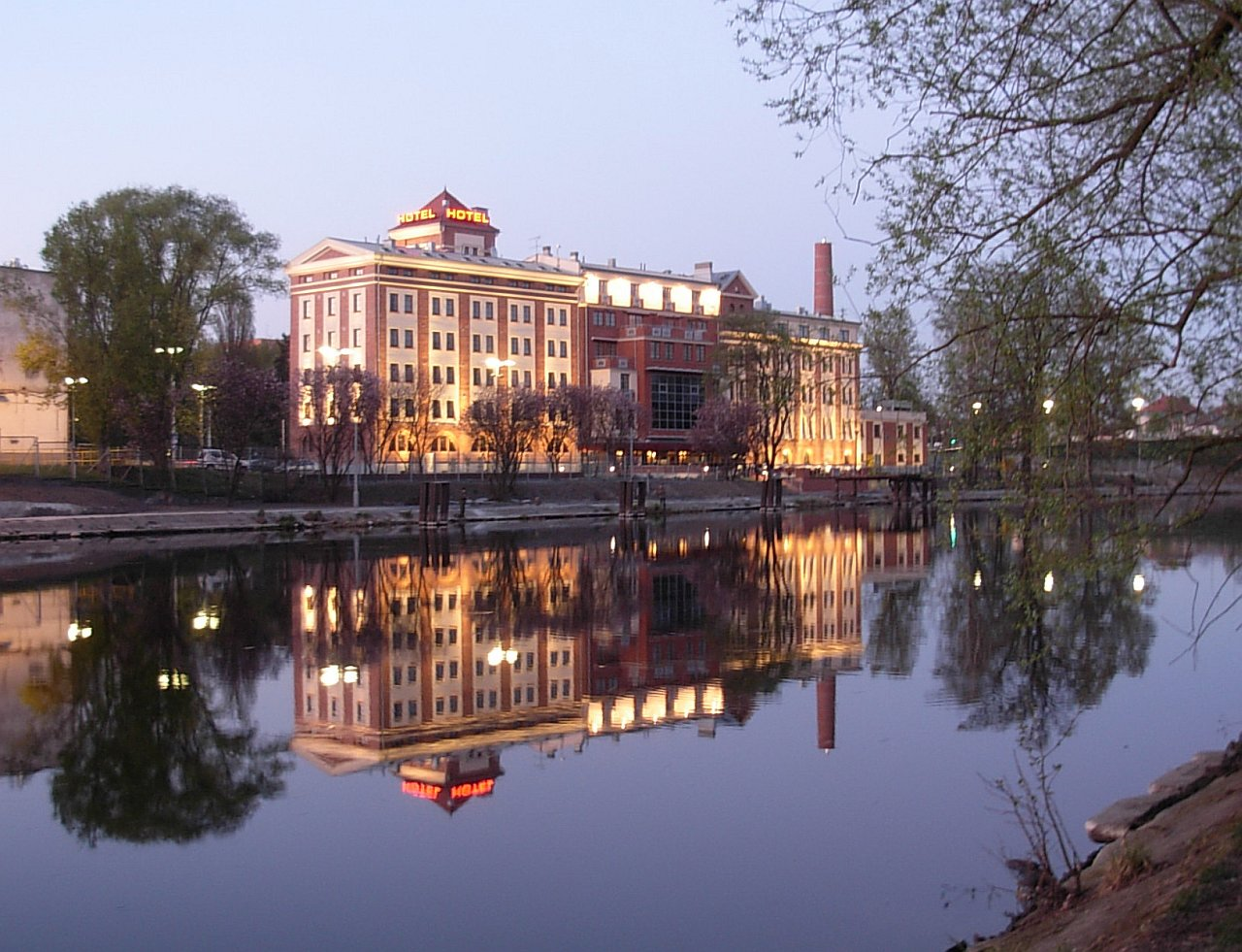
Młyny Kentzera w Bydgoszczy zaadaptowane na luksusowy hotel

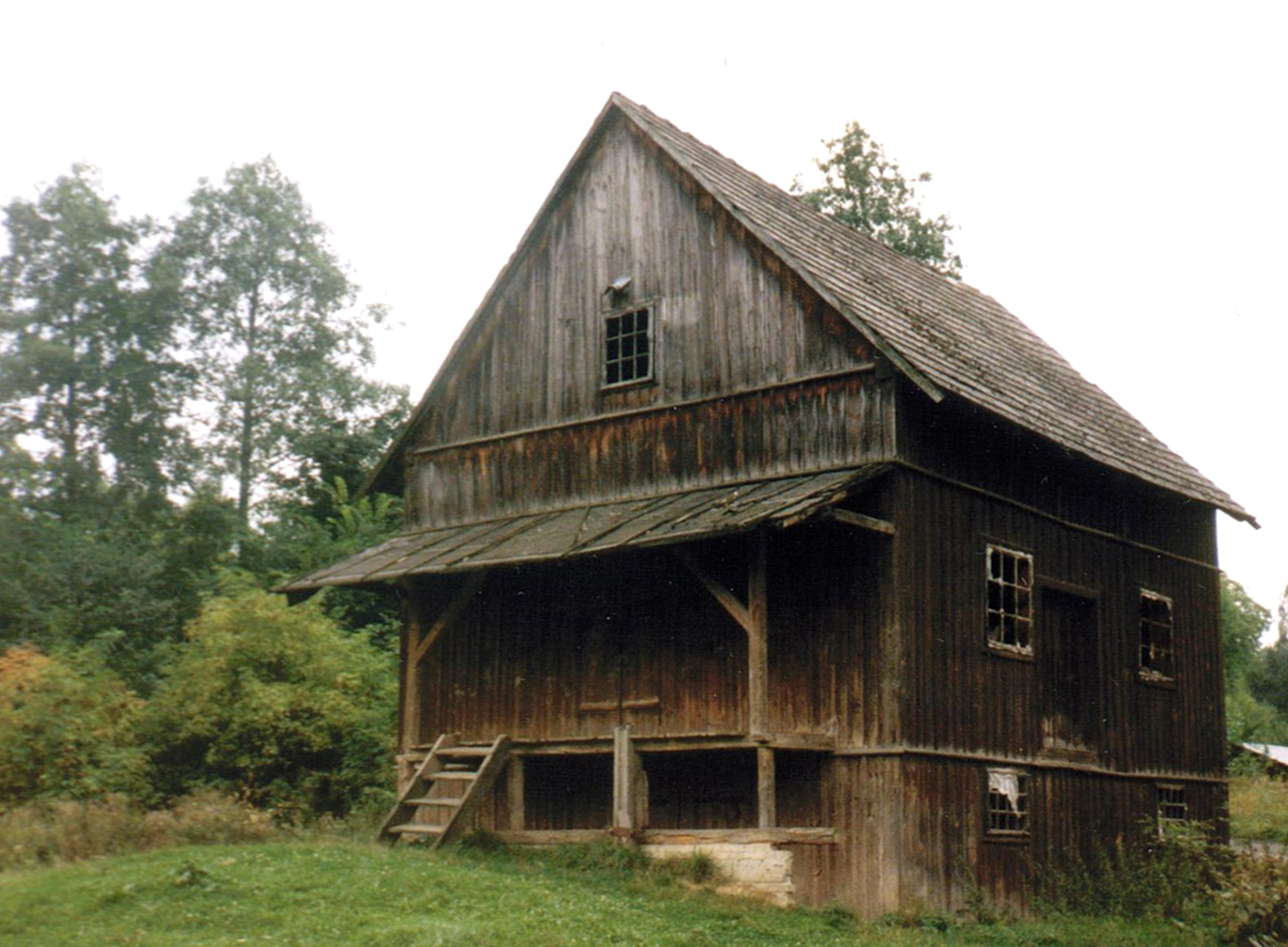
Stary młyn przy ul. Dechnika w Tarnogrodzie

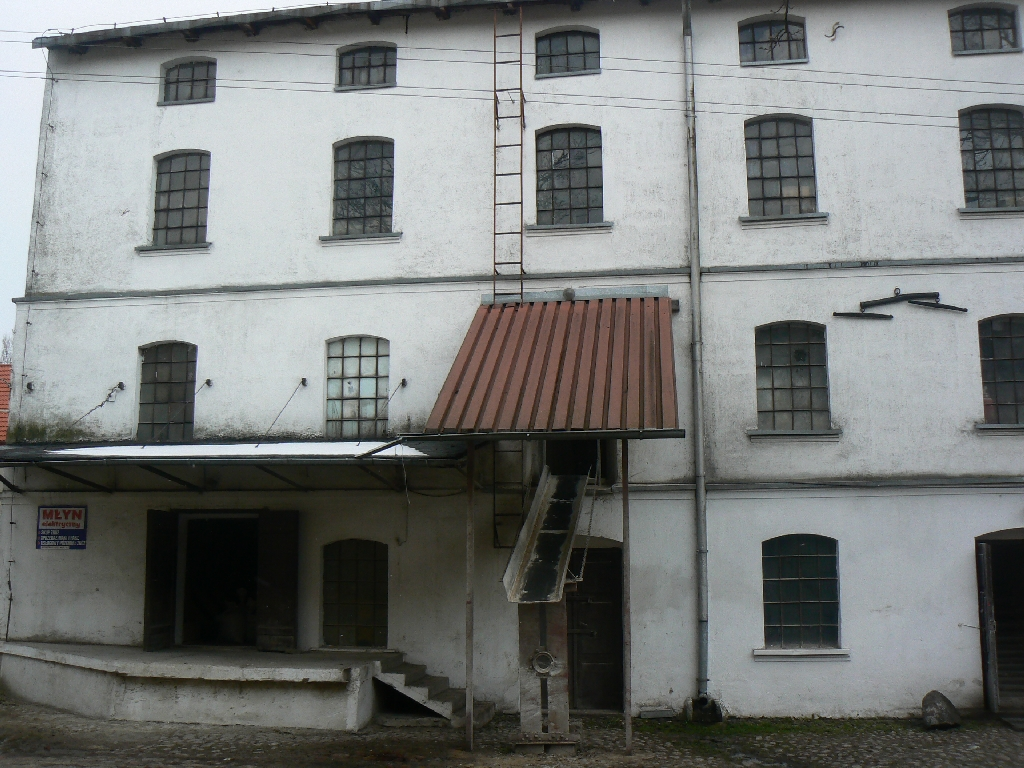
Młyn elektryczny w Bełchatowie (nadal funkcjonujący)

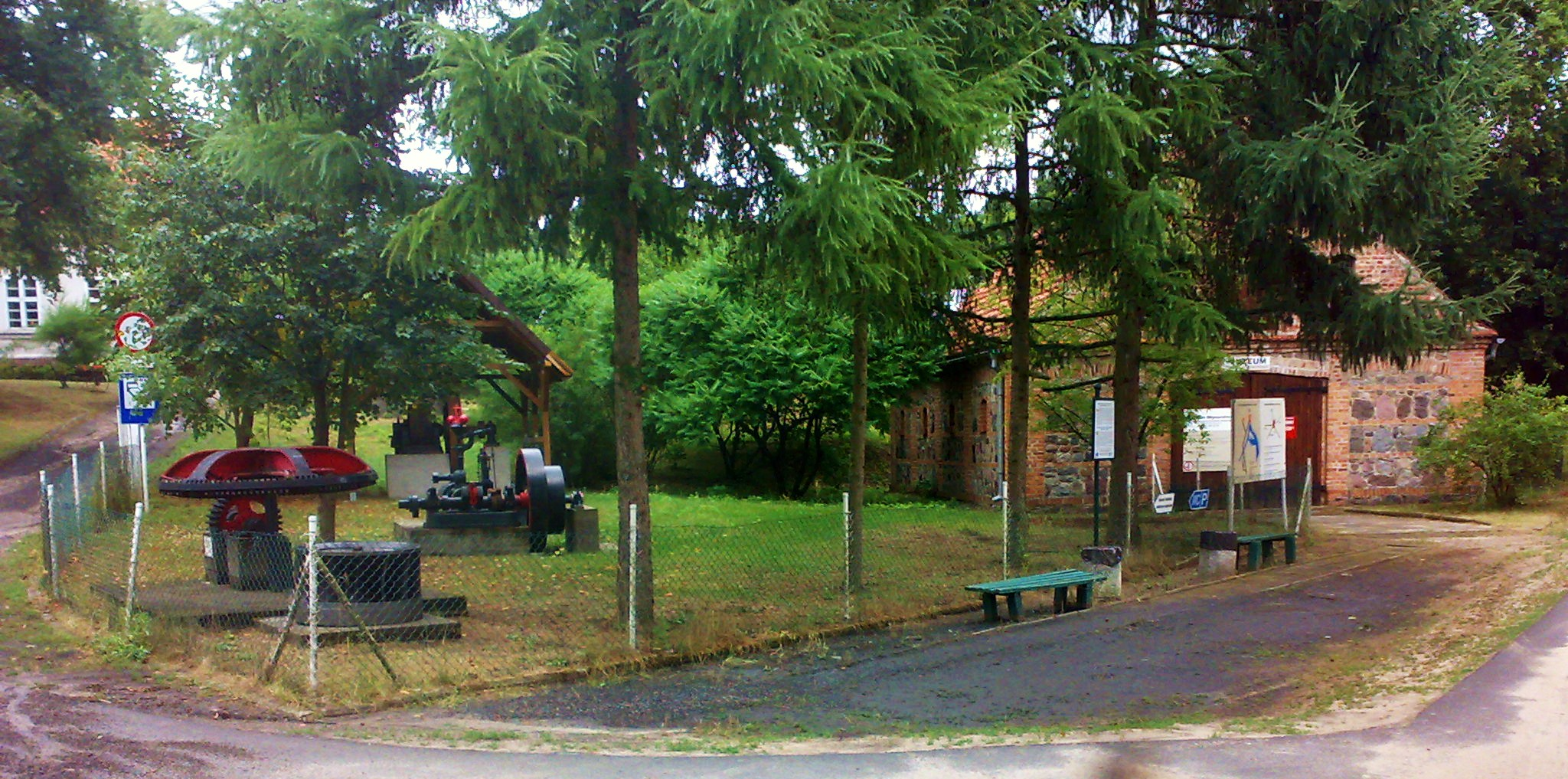
Muzeum Młynarstwa w Jaraczu

Młyn zbożowy – zakład, w którym ziarno zbóż jest rozdrabniane i produkuje się mąkę, kasze, płatki zbożowe itp.

## Historia i nazewnictwo
W Europie pierwotnie młyn, młyn zbożowy i koło wodne były synonimami. Nikt nie budował koła wodnego w innym celu niż do mielenia zboża, a jeśli budował młyn, to musiał być on poruszany kołem wodnym. Tak więc młyn co najmniej od I w. p.n.e. oznaczał budynek zlokalizowany nad ciekiem wodnym, wyposażony w koło wodne zwane też młyńskim, w którym siła napędzająca mechanizmy mielące ziarno czerpana była z energii spiętrzonej wody. Dopiero w XII wieku pojawiły się wiatraki i tak jak młyny służyły wyłącznie do mielenia zboża. Do dziś pracą w obu tych typach urządzeń zajmują się młynarze.
W okresie zakładania manufaktur zarówno wiatraki, jak i młyny wodne zaprzężono także do innych robót (mieszania gliny, kowalstwa, piłowania drewna, foluszowania itp.) i dopiero to pociągnęło konieczność określania przedmiotu obróbki. Mówiono więc wiatrak zbożowy lub młyn zbożowy. W XIX wieku pojawiły się młyny parowe (produkowano je w USA i w Polsce zwano Amerykanami). Współczesne młyny wyposażone są najczęściej w urządzenia zasilane energią elektryczną i dosyć często zajmują miejsce w budynkach po dawnych młynach wodnych. W dzisiejszych młynach nie ma konieczności dodawania określenia zbożowy, gdyż młyny przemysłowe  niezbożowe z reguły stanowią część większej fabryki. Osoby postronne nie mają tam dostępu i wcale nie muszą wiedzieć, w którym budynku jest młyn kulowy, młyn węglowy lub wapienny. Jak widać z powyższych przykładów to raczej młyny niezbożowe wymagają dodawania przymiotników precyzujących ich rodzaj. Należy też zwrócić uwagę na to, że określenia młyna wynikają ze stosowania różnych rodzajów klasyfikacji. I tak określenia młyn wodny, wiatrowy (wiatrak), parowy, elektryczny mówią o rodzaju stosowanego napędu; określenia młyn zbożowy, węglowy, wapienny mówią o rodzaju mielonego surowca. Określenie młyn kulowy zaś informuje, że surowiec jest rozdrabniany przy pomocy stalowych kul, a nie jak w np. w wielu młynach zbożowych między kamieniami (tak jak w żarnach).
Zanim zaczęto budować młyny i wiatraki każda rodzina indywidualnie, korzystając z ręcznie napędzanych żaren, musiała produkować mąkę dla siebie. Rozwój miast stworzył zapotrzebowanie na usługi młynarskie, a napędy wodny i wiatrowy, a zwłaszcza elektryczny, pozwoliły nie tylko ulżyć w pracy, ale i zwiększyć wydajność.
Ze względu na rodzaj napędu rozróżnia się młyny wodne, parowe, silnikowe, elektryczne i wiatrowe (wiatraki).

## Młyny współczesne
Dziś czynne zbożowe wiatraki lub młyny wodne należą do rzadkości. Ze swoją niewielką wydajnością (z reguły poniżej 100 ton/rok) mają znaczenie lokalne, ewentualnie jako atrakcja turystyczna. Większość współczesnych młynów ma więc napęd elektryczny. Pracujące młyny można podzielić na gospodarcze, niewielkie młyny pracujące na potrzeby okolicznej ludności wiejskiej, przywożącej własne zboże i odbierającej z niego mąkę oraz młyny przemysłowe. Te ostatnie to z reguły wielkie przedsiębiorstwa dysponujące olbrzymimi zapasami zboża, suszarniami, paczkowalniami i transportem, zdolne do przerobu dużych ilości zboża.

## Działy młyna przemysłowego
Najważniejszymi działami młyna są:
- magazyn zboża;
- czyszczarnia – wyposażona w urządzenia usuwające zanieczyszczenia (wialnia, tryjer) oraz obłuskujące ziarno (np. łuszczarki, szczotkarki);
- młyn właściwy – składający się z zespołu maszyn do rozdrabniania (mlewniki, wymielacze) oraz urządzeń do oddzielania od mąki lub kaszy części otrębiastych przez odsiewanie (odsiewacz) i odwiewanie (wialnie kaszkowe) oraz szereg urządzeń transportowych: podnośników, przenośników i podajników, a w nowych młynach urządzeń pneumatycznych;
- motorownia – wydzielona część budynku młyna lub przybudówka, w której znajduje się silnik napędzający maszyny młyńskie. Spotykana w młynach napędzanych silnikiem parowym tzw. lokomobila  oraz spalinowym zasilanym olejem napędowym lub gazem drzewnym. Zwykle dużych rozmiarów, parterowa. Często oprócz umieszczonego w niej silnika, mieściła warsztat i skład paliwa. Zazwyczaj sąsiadowała z główną częścią produkcyjną[2];
- magazyn produktów.

Ziarno wsypywane między kamienie młyńskie ulega stopniowemu starciu: najpierw ściera się skórka (łupina nasienna), później warstwa aleuronowa (białkowa), na koniec ściera się warstwa skrobiowa. Młynarz ma do dyspozycji sita i kanały kierujące mlewo do worków lub do kolejnego zmielenia. Ziarno jest wsypywane na górze, a produkty są odbierane na dole. Do kolejnego zmielenia półprodukt jest ponownie przenoszony na górę. Transport w kanałach odbywa się za pomocą przenośników mechanicznych lub (w młynach nowoczesnych) pneumatycznie. Dzięki odpowiedniej regulacji, w zależności od liczby przemiałów, można uzyskać mąkę razową, białą różnych typów, np. 500, lub kaszę mannę.
Ważną częścią młyna jest system aspiracyjny, który ma za zadanie usuwanie pyłów oraz chłodzenie rozdrabnianego mlewa i maszyn mielących (duże zagęszczenie pyłu grozi eksplozją).